# Teateråret 1965

## Händelser

### Okänt datum
- Hagge Geigert inleder "Hagge-epoken" på Lisebergsteatern i Göteborg
- Claes Sylwander efterträder Kurt-Olof Sundström som chef för Folkteatern i Göteborg.
- Polska Teatr Laboratorium flyttar från Opole till Wrocław.

## Priser och utmärkelser
- O'Neill-stipendiet tilldelas skådespelaren Holger Löwenadler
- Thaliapriset tilldelas skådespelerskan Ulla Sjöblom.
- Nicolai Gedda utnämns till hovsångare.

## Årets uppsättningar
- 30 december – Musikalen West Side Story (kompositör Leonard Bernstein, textförfattare Stephen Sondheim och Arthur Laurents) har svensk premiär på Oscarsteatern i Stockholm. I ledande roller ses Lill Lindfors, Eva Serning, Arne Strömgren och Torsten Wahlund.[1]

### Okänt datum
- Markisinnan de Sade av Yukio Mishima har världspremiär.

## Avlidna
- 27 december – Nils Perne, 60, svensk kompositör, textförfattare och teaterchef.